# Lorika
Lorika je v biologii ochranná skořápkovitá vrstva některých prvoků a korzetek, často vyztužená zrnky písku a jinými částečkami. Obvykle má trubicovitý nebo kuželovitý tvar, na jednom konci uzavřený.  Například prvoci rodu Stentor si vytvářejí loriku ve tvaru trumpety. Nálevníci rodu tintinnid mají loriku často průsvitnou a využívají ji jako trvalou obytnou schránku. Halofolliculina corallasia má loriku připojenou jako jako vnější strukturu, do které zalézá, když je vyrušen.
Lorika se formuje ve třech fázích: nejdřív probíhá aglomerace, potom spirálovité rozšiřování a konečně stabilizace.